# Pro Silvicultura Arte Lignaria et Geodesia
A Pro Silvicultura Arte Lignaria et Geodesia a soproni Erdészeti és Faipari Egyetem által 1991-ben alapított kitüntetés.
A díjban részesíthetők azok a belföldi és külföldi tudósok (oktatók, kutatók és üzemi szakemberek), akik az Erdészeti és Faipari Egyetem szellemi színvonalának emelésében, oktatómunkájában vagy szakmai tudományos eredmények elérésében jelentős érdemeket szereztek. Továbbá termelő üzemek és gazdaságok azon kiemelkedő személyiségei és vezetői, akik az egyetem oktató-nevelő munkáját hathatósan segítették, szellemi javait jelentősen gyarapították, vagy ezek fejlesztését jelentős anyagi juttatással támogatták.
A díj képzőművész által tervezett és kivitelezett nagyméretű bronzérem díszdobozban.
A pénzdíj (bruttó) 50 000 Ft.
Évente maximum 1 darab adományozható.
A díjat kuratórium ítéli oda.